# Michelbach-le-Bas
Michelbach-le-Bas é uma comuna francesa na região administrativa de Grande Leste, no departamento Alto Reno. Estende-se por uma área de 4,94 km². Em 2010 a comuna tinha 706 habitantes (densidade: 142,9 hab./km²).